# Теорема Миттаг-Леффлера
Теорема Миттаг-Леффлера о разложении мероморфной функции — одна из основных теорем теории аналитических функций.
Обобщает разложение рациональной функции на простейшие дроби на мероморфные функции.

## Теорема
Пусть мероморфная функция {\displaystyle f(z)} имеет в точках 
{\displaystyle z=a_{k},|a_{1}|\leqslant |a_{2}|\leqslant \ldots \leqslant |a_{k}|\leqslant \ldots } 
полюсы с главными частями 
{\displaystyle g_{k}({\frac {1}{z-a_{k}}})=G_{k}(z)} 
и пусть 
{\displaystyle h_{k}^{(p)}=G_{k}(0)+G_{k}^{1}(0)z+\ldots +{\frac {G_{k}^{(p)}(0)}{p!}}z^{p}} 
будут отрезки тейлоровских разложений 
{\displaystyle g_{k}\left({\frac {1}{z-a_{k}}}\right)} 
по степеням {\displaystyle z}. Тогда существует такая последовательность целых чисел {\displaystyle p_{k}} и такая целая функция {\displaystyle f_{0}(z)}, что для всех {\displaystyle z\neq a_{k}} имеет место разложение 
{\displaystyle f(z)=f_{0}(z)+\sum _{k=1}^{\infty }\left\{g_{k}\left({\frac {1}{z-a_{k}}}\right)-h_{k}^{p_{k}}(z)\right\}}, равномерно сходящееся в любом конечном круге {\displaystyle |z|\leqslant A}.

## Следствие
Любая мероморфная функция {\displaystyle f(z)} представима в виде суммы ряда {\displaystyle f(z)=h(z)+\sum _{n=0}^{\infty }\left(g_{n}(z)-P_{n}(z)\right)} , где {\displaystyle h} — целая функция, {\displaystyle g_{n}} — главные части лорановских разложений в полюсах {\displaystyle f(z)}, занумерованных по возрастанию их модулей, и {\displaystyle P_{n}} — некоторые многочлены.